# Premierzy Demokratycznej Republiki Konga
| Osoba                                                       | Osoba   | Osoba                                             | Kadencja             | Kadencja             | Partia polityczna |
| #                                                           | Portret | Imię i Nazwisko                                   | Od                   | Do                   | Partia polityczna |
| ----------------------------------------------------------- | ------- | ------------------------------------------------- | -------------------- | -------------------- | ----------------- |
| Republika Konga                                             |         |                                                   |                      |                      |                   |
| 1                                                           |         | Patrice Lumumba (1925–1961)                       | 24 czerwca 1960      | 5 września 1960      | MNC(L)            |
| 2                                                           |         | Joseph Iléo (1921–1994)                           | 5 września 1960      | 20 września 1960     | MNC(K)            |
| 3                                                           |         | Justin Marie Bomboko (1928–2014)                  | 4 października 1960  | 9 lutego 1961        | bezpartyjny       |
| -                                                           |         | Antoine Gizenga (1925–2019)                       | 13 grudnia 1960      | 5 sierpnia 1961      | PSA               |
| (2)                                                         |         | Joseph Iléo (1921–1994)                           | 9 lutego 1961        | 2 sierpnia 1961      | MNC(K)            |
| 4                                                           |         | Cyrille Adoula (1921–1978)                        | 2 sierpnia 1961      | 30 czerwca 1964      | MNC(K)            |
| 5                                                           |         | Moïse Tshombe (1919–1969)                         | 10 lipca 1964        | 1 sierpnia 1964      | CONAKAT           |
| Demokratyczna Republika Konga                               |         |                                                   |                      |                      |                   |
| (5)                                                         |         | Moïse Tshombe (1919–1969)                         | 1 sierpnia 1964      | 13 października 1965 | CONAKAT           |
| 6                                                           |         | Évariste Kimba (1926–1966)                        | 18 października 1965 | 14 listopada 1965    | BALUBAKAT         |
| 7                                                           |         | Léonard Mulamba (1928–1986)                       | 25 listopada 1965    | 26 października 1966 | wojskowy          |
| urząd zniesiony 26 października 1966 – 27 października 1971 |         |                                                   |                      |                      |                   |
| Republika Zairu                                             |         |                                                   |                      |                      |                   |
| urząd zniesiony 27 października 1971 – 6 lipca 1977         |         |                                                   |                      |                      |                   |
| 8                                                           |         | Mpinga Kasenda (1937–1994)                        | 6 lipca 1977         | 6 marca 1979         | MPR               |
| 9                                                           |         | Bo-Boliko Lokonga Mihambo (1934–2018)             | 6 marca 1979         | 27 sierpnia 1980     | MPR               |
| 10                                                          |         | Jean Nguza Karl-i-Bond (1938–2003)                | 27 sierpnia 1980     | 23 kwietnia 1981     | MPR               |
| 11                                                          |         | N’singa Udjuu Ongwabeki Untubu (1934–2021)        | 23 kwietnia 1981     | 5 listopada 1982     | MPR               |
| 12                                                          |         | Léon Kengo Wa Dondo (1935–)                       | 5 listopada 1982     | 31 października 1986 | MPR               |
| wakat (31 października 1986 – 22 stycznia 1987)             |         |                                                   |                      |                      |                   |
| 13                                                          |         | Mabi Mulumba (1941–)                              | 22 stycznia 1987     | 7 marca 1988         | MPR               |
| 14                                                          |         | Sambwa Pida N’Bagui (1940–1998)                   | 7 marca 1988         | 26 listopada 1988    | MPR               |
| (12)                                                        |         | Léon Kengo Wa Dondo (1935–)                       | 26 listopada 1988    | 4 maja 1990          | MPR               |
| 15                                                          |         | Lunda Bululu (1942–)                              | 4 maja 1990          | 1 kwietnia 1991      | MPR               |
| 16                                                          |         | Mulumba Lukoji (1943–1997)                        | 1 kwietnia 1991      | 29 września 1991     | MPR               |
| 17                                                          |         | Étienne Tshisekedi (1932–2017)                    | 29 września 1991     | 1 listopada 1991     | UDPS              |
| 18                                                          |         | Bernardin Mungul Diaka (1933–1999)                | 1 listopada 1991     | 25 listopada 1991    | RDR               |
| (10)                                                        |         | Jean Nguza Karl-i-Bond (1938–2003)                | 25 listopada 1991    | 15 sierpnia 1992     | UFERI             |
| (17)                                                        |         | Étienne Tshisekedi (1932–2017)                    | 15 sierpnia 1992     | 18 marca 1993        | UDPS              |
| 19                                                          |         | Faustin Birindwa (1943–1999)                      | 18 marca 1993        | 14 stycznia 1994     | UDPS              |
| (12)                                                        |         | Léon Kengo Wa Dondo (1935–)                       | 6 lipca 1994         | 2 kwietnia 1997      | UDI               |
| (17)                                                        |         | Étienne Tshisekedi (1932–2017)                    | 2 kwietnia 1997      | 9 kwietnia 1997      | UDPS              |
| 20                                                          |         | Likulia Bolongo (1939–)                           | 9 kwietnia 1997      | 16 maja 1997         | wojskowy          |
| Demokratyczna Republika Konga                               |         |                                                   |                      |                      |                   |
| urząd zniesiony 16 maja 1997 – 30 grudnia 2006              |         |                                                   |                      |                      |                   |
| 21                                                          |         | Antoine Gizenga (1925–2019)                       | 30 grudnia 2006      | 10 października 2008 | PALU              |
| 22                                                          |         | Adolphe Muzito (1957–)                            | 10 października 2008 | 6 marca 2012         | PALU              |
| -                                                           |         | Louis Alphonse Koyagialo (1947–2014) (tymczasowo) | 6 marca 2012         | 18 kwietnia 2012     | PALU              |
| 23                                                          |         | Augustin Matata Ponyo (1964–)                     | 18 kwietnia 2012     | 17 listopada 2016    | PPRD              |
| 24                                                          |         | Samy Badibanga (1962–)                            | 17 listopada 2016    | 18 maja 2017         | UDPS              |
| 25                                                          |         | Bruno Tshibala (1955–)                            | 18 maja 2017         | 7 kwietnia 2019      | UDPS              |
| 26                                                          |         | Sylvestre Ilunga (1947–)                          | 20 maja 2019         | 15 lutego 2021       | PPRD              |
| 27                                                          |         | Jean-Michel Sama Lukonde (1977–)                  | 15 lutego 2021       | 12 czerwca 2024      | ACO               |
| 28                                                          |         | Judith Tuluka (1967–)                             | 12 czerwca 2024      | nadal                | UDPS              |